# Jean-Marc Janaillac

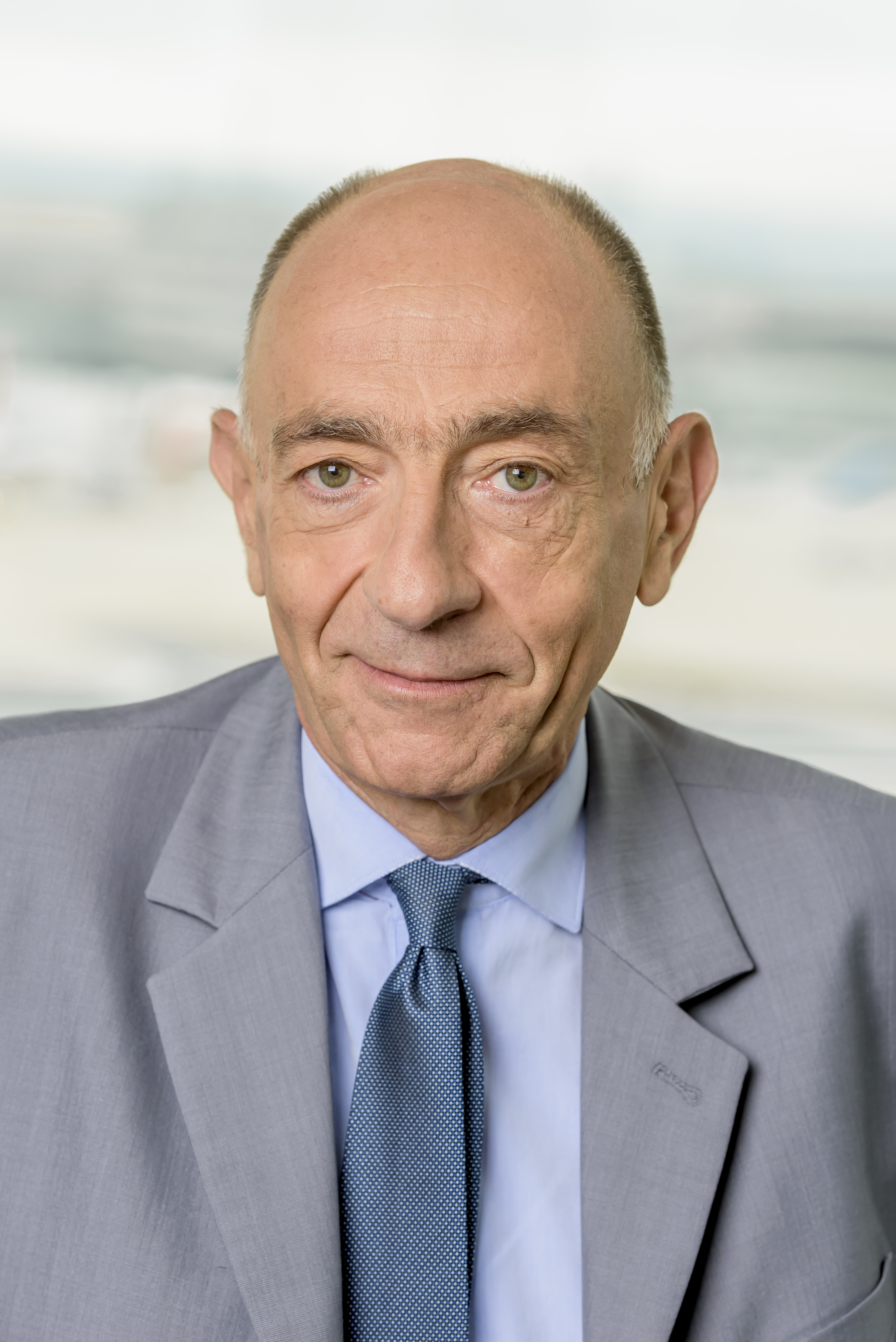
Jean-Marc Janaillac

Jean-Marc Janaillac (* 26. April 1953) ist ein französischer Geschäftsmann, der vor allem als ehemaliger CEO von Air France-KLM bekannt ist.

## Karriere
Janaillac ist Rechtsanwalt. Er schloss sein Studium 1975 an der HEC Paris und der École nationale d’administration ab.
Von 1980 bis 1983 war Janaillac Stabschef der Präfekten des Finistère und später des Val-d’Oise. Von 1983 bis 1984 war er Stabschef des Staatssekretärs für Tourismus. Von 1984 bis 1987 war er Generaldirektor des französischen Fremdenverkehrsamtes in New York.
Janaillac war von 1987 bis 1997 zehn Jahre lang Generaldirektor von Maison de la France, einer wirtschaftlichen Interessengruppe zur Förderung des Tourismus in Frankreich. Während dieser Zeit war er auch Vorstandsmitglied von Air France (von 1989 bis 1994).
Anschließend wechselte er zu AOM French Airlines und war dort von 1997 bis 2000 zunächst Executive Vice President und dann Chief Operating Officer.
Von 2000 bis 2002 war er Vorsitzender und CEO von Maeva, einem Unternehmen für Ferienresidenzen der Pierre-et-Vacances-Gruppe.
Anschließend war er von 2002 bis 2004 Vorsitzender des Pariser Kongress- und Fremdenverkehrsamts.
2004 wechselte er zur RATP-Gruppe, zunächst als Chief Officer für Entwicklung und dann als Vorsitzender von RATP Development.
Am 3. Dezember 2012 wurde Janaillac zum Vorsitzenden und CEO von Transdev sowie zum Vorstandsmitglied der Caisse des Dépôts ernannt, einer französischen Finanzorganisation und Muttergesellschaft von Transdev.
Im Mai 2016 wurde Janaillac nach dem Rücktritt von Alexandre de Juniac zum nächsten CEO von Air France-KLM gewählt.
Das Unternehmen hatte 2017 ein gutes Jahr, aber 2018 ein schwieriges erstes Quartal, und ab Februar 2018 waren Mitarbeiter und Management erneut in einen Streit über Gehaltserhöhungen verwickelt. Janaillac schlug eine Lohnerhöhung von 7 % über 4 Jahre vor, statt der von den Gewerkschaften geforderten sofortigen 6 %, und bat, um die direkte Zustimmung der Mitarbeiter zu erhalten, um eine Abstimmung, wobei er drohte, dass er zurücktreten würde, wenn sein Angebot abgelehnt würde. Er trat am 4. Mai 2018 zurück, nachdem 55 % der Mitarbeiter der Fluggesellschaft das Angebot abgelehnt hatten. Am 15. Mai wurde Frédéric Gagey zum Interims-CEO ernannt.